# Fairuz
Fairuz (arab. فيروز, wymowa: Fajruz, dosł. turkus, właśc. Nuhad Haddad, arab. نهاد حداد, ur. 21 listopada 1935 w Dżabal al-Arz) – libańska wokalistka, jedna z najpopularniejszych postaci arabskiej sceny muzycznej.

## Piosenki
- 'Itab
- A'tini al-Nay
- Shadi
- Shatty Ya Douniah
- Sa'alouni-n-Naas
- Allah Maak Ya Hawana
- Mwashahat Andalusiah
- Sakana El-Leil
- Hawa Bairut
- Khidni
- Bhibbak Ya Lubnan
- Fi Ahwi 'al Mafra'
- Ya Tair
- Mishwar

## Musicale
- Jisr al-Qamar (1962)
- Al-Lail Wa'l Qindil (1963)
- Hala wa-l-Malik (1966)
- Ayyam Fakhr al-Din (1967)
- Al-Shakhs (1969)
- Jibal al-Suwwan (1970)
- Qasidat Hub (1973)
- Loulou (1974)
- Batra (1977)

## Filmy
- Bayya' al-Khawatim (1964)
- Safar Barlik (1967)
- Bint al-Haris (1968)